# Nyssia zona
Nyssia zona là một loài bướm đêm trong họ Geometridae.